# Limba idiș
Idiș (ייִדיש, Yiddish) , în trecut cunoscută și ca iudeo-germana (Jüdischdeutsch sau Judendeutsch - יידיש-דייטש sau  taitsh  טייטש) este o limbă vest-germanică, vorbită de aproximativ 1 milion de evrei așkenazi în toată lumea, cu o concentrație mai mare în America de Nord, Israel, Europa de Est, Europa centrală și de vest, Argentina etc. Limba s-a format în regiunea populată de germani între secolul IX și secolul XIV, desprinzându-se din graiurile meridionale ale limbii germane din faza Mittelhochdeutsch și a fost vreme de circa o mie de ani limba principală a evreilor așkenazi. În afara componentei dominante germane - Mittelhochdeutsch, posedă și o componentă importantă ebraică-aramaică, de asemenea o componentă romanică și una slavă.
Limba idiș a cunoscut două variante: idișul vestic și idișul estic. Acesta din urmă cuprinde mai multe graiuri:idișul estic de nord sau idișul lituanian, idișul estic de centru sau idișul polonez, și idișul estic de sud sau idișul ucrainean.
În Evul Mediu migrația evreilor așkenazi din regiunile vorbitoare de germană,  mai ales spre estul Europei, în urma colonizării germane în Europa centrală și de est, și în urma prigoanelor și expulzărilor, inclusiv în timpul cruciadelor si epidemiilor,au dus la folosirea limbii idiș în estul Europei, unde s-a născut idișul estic. La sfârșitul secolului al XIX-lea - începutul secolului al XX-lea odată cu valurile de emigrație a milioane de evrei din Europa de est înapoi spre vest, idișul estic a ajuns în noi centre evreiești din vestul Europei, America de Nord, Argentina, de asemenea în Israel.  
Idișul a fost una dintre cele trei limbi evreiești ale evreilor așkenazi, alături de ebraică și aramaică, care erau în mare parte rezervate limbajului scris. A fost folosit nu numai ca limbă vorbită de zi cu zi, dar și scrisă și tipărită cu caractere ebraice. Iudeo-spaniola - judezmo sau ladino, a jucat un rol similar pentru evreii sefarzi precum idișul pentru evreii așkenazi.
În timp ce idișul vestic a început să se stingă încă din secolul al XVIII-lea, idișul estic a rămas limba de zi cu zi a unei mari părți din evreii din Europa de Est până când milioane dintre ei au fost nimiciți în Holocaust (Shoá). În Israel uzul idișului s-a redus și din cauza politicii oficiale de încurajare a folosirii ebraicii în detrimentul idișului. Aculturația evreilor în diverse state a contribuit și ea la reducerea cunoașterii limbii în rândul noilor generații.  
La începutul secolului al XX-lea limba idiș a avut circa 11 milioane de vorbitori.
Astăzi, idișul este încă vorbit ca limbă maternă de descendenții (adesea în vârstă) ai evreilor din Europa de Est, de un număr foarte mic de așa numiți „idișiști” inclusiv adepți ai unor grupuri minore ale mișcării social-democrate evreiești Bund, și în special de o mare masă de evrei ultra-ortodocși așkenazi în Statele Unite, Canada, Israel, Belgia, Anglia, Franța, etc. Numărul vorbitorilor nativi este estimat la maximum un milion.

## Istorie
În evoluția sa, limba idiș a trecut prin mai multe etape:
(1100-1250) - Prezența evreilor se extinde spre cursul superior al Rinului, spre fluviile Main și Dunărea. Limba începe să difere mult de cea din teritoriile respective (germana de sus medie), (perioada B).
Unele dialecte din Germania meridională și centrală și-au lăsat cea mai accentuată amprentă asupra limbii idiș.
Idișul vechi (în germană Altjiddisch ori Altjüdisch):

(1250-1500) - Din cauza prigoanei, a pogromurilor și expulzărilor, precum și mulțumită drepturilor acordate evreilor de Polonia, centrul colectivității evreiești din Europa s-a mutat spre răsărit  - în (Boemia-Moravia, Polonia și Lituania). În felul acesta, se ajunge la o nouă fază a limbii idiș. Primele urme scrise ale limbii idiș vestice provin din anul 1272, sub forma unei dedicații într-o carte de rugăciuni și a unui glosar pe marginea unui manuscris al Bibliei, cu influențe slave, în special din limba poloneză. 
Idișul mediu (în germană Mitteljiddisch ori Mitteljüdisch):

(1500-1700) - Limba se răspândește în noi zone ale Europei (Italia de nord, Olanda, Alsacia, țările baltice și Germania de nord). Începe diferențierea între dialectul apusean și cel oriental - datorită influențelor mai puternice sau mai slabe ale limbilor slave și ale limbii germane literare.
Idișul nou (în germană Neujiddisch ori Neujüdisch):

(1700 - astăzi) - Ramura apuseană idiș suferă un declin lent, în timp ce cea estică se dezvoltă, devine o limbă literară în care sunt scrise opere beletristice.
După 1800 au început emigrări masive spre Statele Unite ale Americii, Palestina și America de Sud, unde s-a exportat și limba idiș. Graiurile contemporane sunt rezultatul unor procese de adopție și respingere de termeni, dintr-o anumită limbă, de inovații fonologice de modificări semantice și de mutații morfologice și sintactice.
În era contemporană limba idiș a fost influențată și de limba germană standard (Neuhochdeutsch), de engleză, ebraica modernă, spaniola, și de  limbi ale popoarelor vecine în diferitele state în care au trăit sau trăiesc evrei.

## Lexic
Componentele limbii idiș, ca limbă de fuziune lingvistică (germană Schmelzsprache) :

- Componenta germană: constituie circa 80% din lexic , dictează sintaxa și morfologia. [8]
- Componenta ebraică-arameică: constituie circa 12-15% [8], dar acest lexic provine din sfera religioasă, înțelepciunea evreiască și domenii conexe. Ebraica se numea în idiș loshn qoydesh, adică limba sacră.
- Componenta romanică: provenită din perioada în care comunitățile evreiești erau stabilite pe teritoriul Franței de astăzi (înainte de anul 800). O parte din lexicul romanic reprezintă împrumuturi din limba italiană. Se numește Laaz, prescurtare acronimă a cuvintelor ebraice Leshon am zar (limbă de popor străin).
- Componenta slavă: conține în special cuvinte privind casa, gospodăria și familia și influențează aspectele verbelor[8]. Era denumită odată knaanit („cananeană”). Majoritatea acestor cuvinte au ca sursă limba bielorusă, limba ucraineană (1500-1600) și limba poloneză (1700-1800).

Limba idiș este scrisă în alfabetul ebraic.
În 1978 scriitorului de limbă idiș Isaac Bashevis Singer i-a fost conferit Premiul Nobel pentru Literatură.

## Situația în România
La recensământul din anul 1930 au fost înregistrați în Regatul României 518.754 de vorbitori de idiș ca limbă maternă, reprezentând 2,9% din totalul populației României. Pe provincii, cel mai ridicat procentaj de vorbitori de idiș a fost consemnat în Bucovina (8,7% din totalul populației), urmat de Basarabia (7,0%), Moldova (4,5%), Crișana-Maramureș (4,2%) și Transilvania (1,6%). În Transilvania și Banat majoritatea evreilor erau vorbitori de maghiară sau germană ca limbă maternă. În Vechiul Regat majoritatea evreilor erau vorbitori de română ca limbă maternă. Cu toate acestea, din totalul de 69.885 de evrei înregistrați în 1930 la București, 13.539 de persoane au declarat limba idiș ca limbă maternă, ceea ce corespunde unui procentaj de 2,11% din totalul populației Bucureștiului din acel an.
În timpul regimului comunist în România au existat o scurtă vreme în Moldova câteva școli în limba idiș, și au funcționat două teatre de stat în această limbă - la București și la Iași (până în 1964). De asemenea Revista Cultului Mozaic a avut o pagină în limba idiș, alături de cele în limba română și de cea în ebraică.
La București încă funcționează, în virtutea tradiției istorice, și cu subvenție din partea autorităților, Teatrul Evreiesc de Stat, ale cărui spectacole sunt în mare parte în limba idiș, cu traducere simultană prin căști.